# 茨木氏
茨木氏（いばらきし）は、日本の武家氏族。

## 歴史
茨木氏は、摂津国島下郡茨木を本貫とした国人領主で、室町時代には茨木城を中心とした地域で活躍した。代々室町幕府に仕えていたと見られる。
戦国時代の初期に摂津国人一揆に参加したため、細川政元の攻撃を受け、一族の多くが自刃するなど一時衰退したが、茨木長隆（伊賀守）の代に細川晴元に仕え、栄達した。しかし、江口の戦いで晴元が敗北すると、長隆も没落する。
長隆の後継者と思われる茨木重朝（重親とも、佐渡守）の代に、三好氏に代わって台頭した織田信長に与した。重朝は本圀寺の変で足利義昭が三好三人衆らに襲撃されると、池田氏や伊丹氏らと共に駆け付けている。
元亀2年（1571年）8月、摂津三守護の一人・和田惟政とともに池田氏を攻撃した際に、白井河原の戦いで敗北を喫し、重親は荒木村重に討ち取られた。重親の死後まもなく、茨木城も落城し、茨木氏は没落した。
大坂の陣の際に豊臣方として参加した茨木又十郎は、詳細は不詳ながら、茨木氏の一族の出身と推測されている。また、又十郎の子孫との伝承のある茨木氏が、大阪府東大阪市に存在する。